# Zeuxidia nicevillei
Zeuxidia nicevillei är en fjärilsart som beskrevs av Hans Fruhstorfer 1895. Zeuxidia nicevillei ingår i släktet Zeuxidia och familjen praktfjärilar. Inga underarter finns listade i Catalogue of Life.